# Kråksmåla
Kråksmåla kyrkby i Kråksmåla socken i Småland. Fram till och med 2005 klassades Kråksmåla som en småort.
Här finns Kråksmåla kyrka.

## Historia
Orten uppstod som en nyodling på Handbörds allmänning under senmedeltiden. Socknen omnämns första gången 1465.
Byn Kråksmåla omtalas första gången 1515 ('Kroxmale'). En gård i Kråkmåla upptas med 16 andra gårdar i socknen i Sten Stures den äldres jordebok, troligen från år 1495. Från 1526 tillhörde gården Gustav Vasa (som arv och eget), och hade i slutet av 1530-talet 15 spannland åker, ängsbol till 16 lass hö, mjärdfiske i Boasjö, ålfiske i Bäsebäck, ollonskog på Västramark och en halv andel i sex bistockar. Därutöver fanns ett halft mantal krono, omtalat första gången 1541, från 1545 räknat som helt mantal och förlänat till Germund Svensson (Somme) 1545-59.
Vägen till Kalmar, nuvarande länsväg 125, finns med på en "Generalcharta" från ca. 1690 men blev farbar med häst och vagn först omkring 1850. Vägen till den tidigare tingsplatsen Högsby anlades på 1700-talet och är två mil lång.
Från 1912 till 1963 hade orten station vid Mönsterås-Åseda Järnväg. Järnvägen byggdes väster om länsvägen och stationshuset står kvar.
År 2000 hade Kråksmåla 50 invånare. Från och med år 2005 räknade SCB inte orten som småort, vilket betyder att invånartalet då var under 50 personer.

## Kulturmiljö
Kyrkbyn är skyddad som riksintresse för kulturmiljövården. I registret nämns bland annat sockencentrum vid vägmöte i skogsbygd, timrad kyrka från 1761 med stiglucka, fristående klockstapel och medeltida inventarier. Där nämns även sockenstuga och skjutsstall samt bebyggelse på ursprunglig, medeltida bytomt.

## Kända personer från Kråksmåla
- Ingvar Lindqvist
- Amanda Ooms